# Estação Universidad Técnica Federico Santa María
A Estação Universidad Técnica Federico Santa María é uma das estações do Biotrén, situada em Hualpén, entre a Estação Los Cóndores e a Estação Lorenzo Arenas. Administrada pela Ferrocarriles del Sur (FESUR), faz parte da Linha 1.
Foi inaugurada em 24 de novembro de 2005. Localiza-se no cruzamento da Avenida Arteaga Alemparte com a Avenida Las Golondrinas. Atende o setor de Universidad Técnica Federico Santa María.